# Nachtflug (Film)
Nachtflug (Originaltitel: Night Flight) ist ein US-amerikanischer Spielfilm aus dem Jahr 1933 mit einer Starbesetzung, die John Barrymore, Helen Hayes, Clark Gable, Lionel Barrymore, Robert Montgomery und Myrna Loy umfasst. Der Film basiert auf dem gleichnamigen Roman von Antoine de Saint-Exupéry.

## Handlung
In Rio de Janeiro bricht Anfang der 1930er Jahre die Kinderlähmung aus. Um die erkrankten Kinder zu retten, wird die private Fluggesellschaft Trans-Andean European Air Mail  beauftragt, das notwendige Serum aus Santiago de Chile abzuholen. Im Verlauf der dramatischen Ereignisse kommt der Pilot Jules Fabien bei einem Absturz zu Tode und nur dank des beherzten Einsatzes eines brasilianischen Piloten kann das Serum noch rechtzeitig bereitgestellt werden.

## Hintergrund
Nach dem Erfolg des Films Menschen im Hotel, der 1932 erstmals alle Hauptrollen mit Topstars besetzte und damit die Starbesetzung begründete, begann ein ganzer Zyklus vergleichbarer Produktionen. MGM hoffte, mit Nachtflug einen vergleichbaren Erfolg zu haben. Doch trotz des Staraufgebots, das für die Besetzung versammelt war, darunter Helen Hayes und Clark Gable, die erst kurze Zeit vorher gemeinsam in Die weiße Schwester aufgetreten waren, erwies sich Film am Ende als unpopulär an der Kinokasse. 
Das Drehbuch bestand aus zahlreichen, voneinander getrennten Handlungsorten und Episoden, so dass einige der Stars keine gemeinsamen Szenen hatten. Obwohl Helen Hayes die besorgte Ehefrau von Clark Gable spielt, sind beide nie gemeinsam vor der Kamera zu sehen. Myrna Loy drehte ausschließlich mit William Gargan und traf während der Dreharbeiten keinen ihrer Co-Stars.

## Kinoauswertung
Die Herstellungskosten lagen bei 499.000 US-Dollar, einem trotz des Staraufgebots vergleichsweise geringen Budget. In den USA spielte der Film mit 576.000 US-Dollar einen relativ niedrigen Wert ein, zu dem weitere 503.000 US-Dollar von den Auslandsmärkten kamen. Ein kumuliertes Gesamtergebnis von 1.079.000 US-Dollar verschaffte dem Studio am Ende einen mageren Gewinn von lediglich 176.000 US-Dollar.

## Kritik
Die Rezension waren positiv. 
Die New York Times nannte den Film eine lebendige und mitreißende Produktion.
Ähnlich positiv äußerte sich Variety, wo Nachtflug als kompetent in Szene gesetzte Geschichte bezeichnet wurde.